# 湾滩河镇
湾滩河镇，是中华人民共和国贵州省黔南布依族苗族自治州龙里县下辖的一个乡镇级行政单位。
2014年1月10日，贵州省人民政府批复同意龙里县行政区划调整，新设置的湾滩河镇辖原羊场镇、湾寨乡、摆省乡，镇人民政府驻新营村。

## 行政区划
湾滩河镇下辖以下地区：
走马村、新营村、和平村、翠微村、金批村、联合村、岱林村、甲晃村、长寨村、营屯村、木马村、石头村、上坝村、新华村、长萌村、凯卡村、盘脚村、摆勺村、场坝村、毛栗村、甲摆村、新庄村、摆省村、打夯村、新龙村、摆绒村、摆主村、摆岑村、谷孟村、果里村、新合村、金星村、渔洞村和团结村。